# Agathia kühni
Agathia kühni là một loài bướm đêm trong họ Geometridae.